# Post-Rock
Post-Rock [pʰəʊstɹɒk] ist ein Sammelbegriff für unterschiedliche Spielarten des Rock, die einerseits sehr stark mit Alternative- oder Indie-Rock verwandt sind, andererseits Anklänge an den Progressive Rock und Space Rock der 70er Jahre bieten und sich auf den Krautrock beziehen. Vergleichbar mit anderen Bildungen mit dem Präfix post- soll die Zwitterstellung angedeutet werden, in der sich der Post-Rock befindet: Einerseits gehört diese Musik in den Bereich der Rockmusik, andererseits versucht sie, diesen zumindest in seiner herkömmlichen Form zu überwinden. Bekannte Vertreter sind Tortoise, Stereolab, Mogwai und Godspeed You! Black Emperor. Die Musikrichtung kam Anfang der 1980er auf und dauert bis heute an.

## Ursprünge und Entwicklung
Als ein Vorläufer des Post-Rock wird die Shoegazing-Welle der 1980er und 90er Jahre angesehen, die zum Teil, etwa in ihren Vertretern, Überschneidungen mit dem Post-Rock aufweist. Der Ursprung des Begriffs „Post-Rock“ liegt in den frühen 1990er Jahren, als englische Musikkritiker wie Simon Reynolds für Bands wie Bark Psychosis oder Disco Inferno eine neue Kategorisierung suchten. Klangen diese beiden Bands schon höchst unterschiedlich, so ist heute zu beobachten, dass unter dem Terminus Post-Rock eine enorme Fülle von Bands zusammengefasst wird, die oft wenig miteinander gemein haben. Allerdings heben sie sich meistens insofern vom „Rest“ der Rockmusik ab, als sie bewusst versuchen, über konventionelle Formen der Rockmusik hinauszugehen.
Einerseits ergibt sich auf diese Weise ein breites Spektrum an musikalischen Wegen und Möglichkeiten, zumal die meisten dieser Bands solche bewusst suchen, andererseits haben sich an bestimmten Orten immer wieder Gruppen von Bands gebildet, die auf ähnliche Mittel zurückgreifen, sich voneinander inspirieren lassen und häufig auch einfach ähnlich klingen. Dazu werden meistens die Szenen in Chicago und San Francisco, bisweilen aber auch Montreal und Weilheim gezählt. Aber auch weltweit ist die Erscheinung zu beobachten, dass die anfänglich progressive Strömung in sich selbst Zuflucht sucht und eher auf „bewährte Mittel“ zurückgreift, als wirklich Neues zu suchen.

## Musikalische Mittel
Der Begriff bezeichnet somit, anders als beispielsweise Reggae oder Blues, weniger eine Stilrichtung innerhalb der Musik als ein Sammelsurium von Vorgehens- und Wahrnehmungsweisen gegenüber dem Rock, meistens werden die typische Attitüde und Pose von Rockmusik negiert. Die Werke der gemeinten Bands klingen oft sehr verschieden, doch bedienen diese sich meist in unterschiedlichem Maße der folgenden Elemente:
- Verzicht auf die im traditionellen Rock übliche Strophe-Refrain-Struktur
- unterstützender Einsatz von elektronischen Instrumenten sowie Computern, Sample-Technologien und/oder diversen Außenaufnahmen
- zum Teil überlange Titel, oft über 10, bisweilen über 20 Minuten Spieldauer
- längere Strukturen als im Rockbereich üblich, oft unter Einsatz sich über mehrere Minuten entwickelnder Themen
- häufiger Einsatz minutenlanger repetitiver Klangmuster und Strukturen, die an Ambient-Musik anschließen und daher häufig als Filmmusik verwendet werden (z. B. Sigur Rós, Godspeed You! Black Emperor; beide in den Danny-Boyle-Filmen 127 Hours bzw. 28 Days Later)
- Einsatz von akustischen Instrumenten (z. B. Klavier, Violine, Cello, Pauken, Xylophon usw., z. B. Rachel’s, Buddy & the Huddle)
- Vorliebe für ungewöhnliche Rhythmen und „ungerade“ Taktarten
- minimalistische oder auch fast orchestrale Arrangements
- weitgehender oder völliger Verzicht auf Gesang, teilweiser Verzicht auf Songtexte bei Ersatz durch lautmalerischen Gesang (Sigur Rós) oder starke Verzerrung des Gesangs (bis hin zur Unkenntlichkeit) (Mogwai)[10]
- Konzentration auf die Musik als solche, Texte (sofern vorhanden) und Aussagen treten in den Hintergrund; bei Godspeed You! Black Emperor finden sich explizite politische Referenzen und Realitätsbezüge auf den Plattencovern
- Brückenschläge zwischen verschiedenen Musikkonzepten, auch z. B. zur Kammermusik (Rachel’s) oder zur elektronischen Musik (Amp oder Stereolab)
- bescheidene Bühnenshows ohne viel Aufwand, Konzentration auf die Musik

## Einige bedeutende Bands
Bark Psychosis, Disco Inferno, Slint und Talk Talk werden zumeist als die Gründungsväter des Genres bezeichnet.
Weitere einflussreiche Bands sind:
- Aereogramme (Schottland)
- A Silver Mt. Zion (Kanada)
- Caspian (USA)
- Elyjah (Deutschland)
- Explosions in the Sky (USA)
- God Is an Astronaut (Irland)
- Godspeed You! Black Emperor (Kanada)
- If These Trees Could Talk (USA)
- Leech (Schweiz)
- Long Distance Calling (Deutschland)
- Mogwai (Schottland)
- Mono (Japan)
- Pelican (USA)
- Radian (Österreich)
- Russian Circles (USA)
- Sigur Rós (Island)
- Stereolab (Großbritannien/Frankreich)
- Tortoise (USA)
- Toundra (Spanien)
- This Will Destroy You (USA)